# Castellu di Contorba
Le Castellu di Contorba est un site préhistorique de la culture torréenne situé à Olmeto, en Corse-du-Sud.

## Historique
Le site figure sur le plan terrier de la fin du XVIIIe siècle. Il est inscrit au titre des monuments historiques par arrêté du 30 mars 2010.

## Description
Le castellu a été édifié sur un promontoire rocheux à 164 m d'altitude dominant le golfe du Valincu. Il est constitué d'une enceinte elliptique (grand axe 40 m de long, petit axe 35 m de long), d'une épaisseur moyenne de 3 m, constituée de blocs de granite. Elle est percée d'une porte à l'est. Elle renferme une torra au centre, et des vestiges d'habitations en dénivelé au sud-ouest. Au delà de la porte d'entrée, l'accès à l'intérieur de l'enceinte est contraint par un passage étroit, d'une largeur moyenne de 1,50 m sur 8 m de long, de type chicane, délimité au nord, par une masse rocheuse naturelle sur laquelle la torra est appuyée, et au sud par le mur intérieur de l'enceinte. Les éventuels assaillants devaient donc protéger leur flanc droit exposé à des tirs provenant de la torra pour avancer.
La torra comportait à l'origine au moins un étage et la présence de corbeaux retrouvés en pied de mur extérieur laissent penser qu'elle devait disposer d'un genre de mâchicoulis. L'originalité du site par rapport aux constructions torréennes du même type tient à la présence d'une petite pièce dès l'entrée dans la torra. Le mur oriental de cette pièce est percé d'une meurtrière destinée à protéger l'entrée principale du castellu. Depuis le mur nord, un petit couloir en forme de « S » donne accès à la chambre principale de la torra. Celle-ci comporte deux diverticules aménagés dans les parois de la tour. Le parement interne de la chambre n'est pas compatible avec l'existence d'une voûte en encorbellement, elle devait donc être recouverte par un plafond en bois et l'absence d'un escalier ou d'une rampe laisse supposer qu'on accédait à l'étage supérieur par une échelle.
La torra accueillait des activités domestiques attestées par la présence de la sole d'un foyer dans la pièce d'entrée et d'une zone de meunerie et d'une autre de stockage dans la pièce principale. Les fouilles de la torra et du secteur d’habitat ont permis de recueillir une série de vaisselles homogènes (écuelles, bols, jattes, coupes, assiettes, tasses). L'occupation du site est attestée jusque vers 1520-1250 av. J.-C. par la datation au radiocarbone d'un charbon de bois. Le monument s'est progressivement effondré sur lui-même, l'utilisation du site comme carrière avec prélèvements de pierres étant plus tardive.